# Transport ferroviaire au Burkina Faso
Le transport ferroviaire au Burkina Faso s'effectue sur un réseau d'une longueur d'environ 600 kilomètres exclusivement situés sur la portion burkinabè de la ligne d'Abidjan à Ouagadougou et d'une centaine de kilomètres de prolongation qui ont été ouverts après la gare de Ouagadougou jusqu'à Kaya – mais sont désormais désaffectés –, voire à terme le Niger.

## Histoire

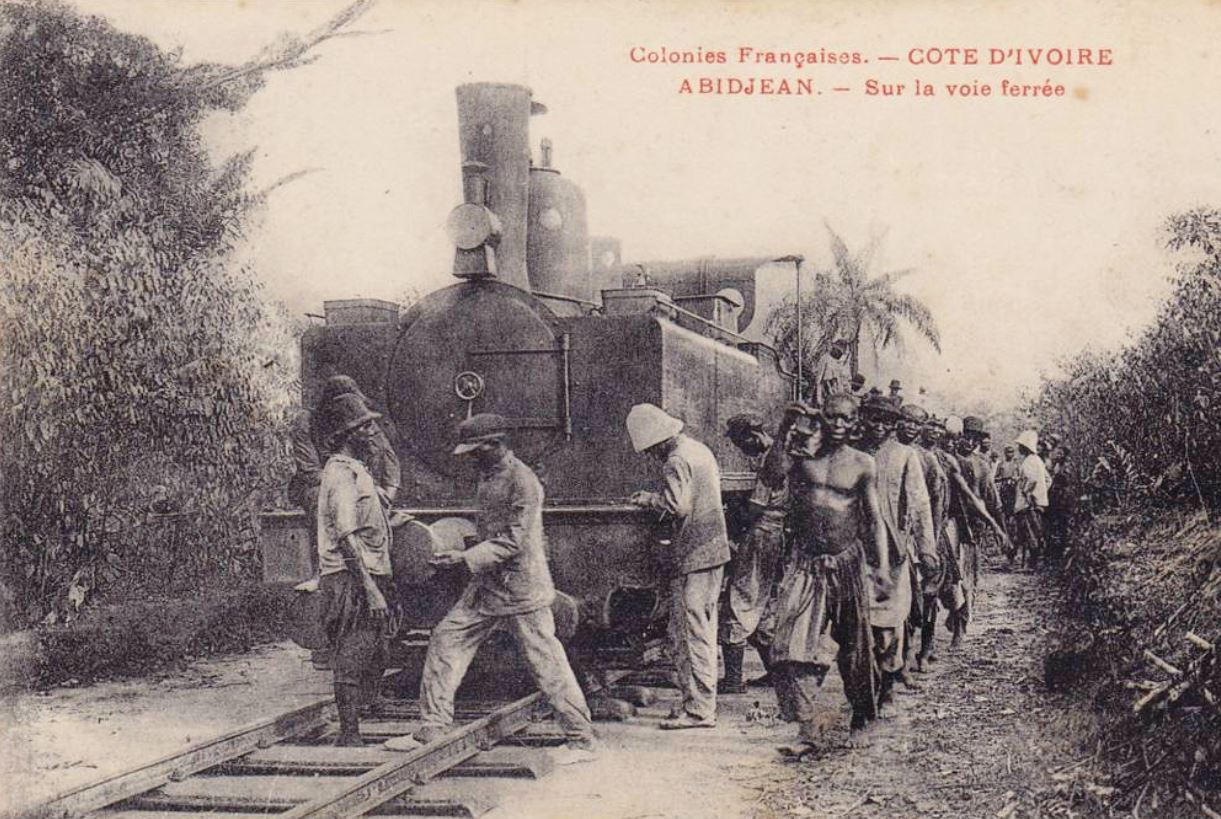
Ouverture de la ligne d'Abidjan à Ouagadougou par les autorités coloniales françaises vers 1910.

Le principe d'une ligne de chemin de fer en Afrique Occidentale française est acquis entre 1890 et 1910 par le Gouvernement général français pour relier la côte à l'interieur de l'Afrique, mais sa réalisation sera arrêtée par la Première Guerre mondiale.
Débuté à la fin de 1903 à partir d'Abidjan en Côte d'Ivoire par le Génie militaire français, la future « ligne d'Abidjan à Ouagadougou » atteint la frontière de la Haute-Volta (créée en 1920) en 1932 au point kilométrique (PK) 630 de la ligne : c'est la fondation du réseau de chemins de fer burkinabè à partir des gares de Yendéré (PK 641) et de Niangoloko (PK 651). Le premier terminus est alors la gare de Bobo-Dioulasso (PK 796) ouverte au trafic voyageur complet en février 1934.
Avec la Seconde Guerre mondiale, les travaux sont très ralentis voire interrompus. Ils ne reprennent qu'en 1946 pour le tronçon entre Bobo-Dioulasso et la capitale Ouagadougou qui est alors découpé en quatre lots confiés non pas à l'armée mais, sur appels d'offres, à des entreprises de la Côte d'Ivoire :
- Tronçon Bobo-Dioulasso (PK 796) à Béréba (PK 885) : 90 kilomètres
- Tronçon Béréba à Pompoï (PK 945) : 59 kilomètres
- Tronçon Pompoï à Koudougou (PK 1052) : 107 kilomètres
- Tronçon Koudougou à Ouagadougou (PK 1145) : 93 kilomètres

La voie atteint Ouagadougou le 23 octobre 1954. La nouvelle organisation qui gère le réseau est la Régie fédérale des Chemins de fer de l'AOF dont le siège est alors à Dakar. Avec l'indépendance en août 1960, le réseau passe sous le contrôle de la jeune Haute-Volta (qui deviendra le Burkina Faso en 1984) et de sa coentreprise d'État avec les autorités ivoiriennes, la Régie Abidjan-Niger (RAN). À cette période, le trafic passager quotidien constitue l'essentiel de l'activité de la ligne.
En 1985, sous l'impulsion de Thomas Sankara – qui réquisitionne les populations pour la pose bénévole des rails –, un prolongement vers Kaya (et à terme le Niger) est entrepris avec un premier tronçon d'une cinquantaine de kilomètres relayant Ouagadougou à la gare de Zitenga à Bendogo son terminus d'exploitation commerciale durant quelques années ; une voie sommaire est posée jusqu'à la gare de Kaya construite comme terminus provisoire théorique. Ce tronçon est cependant désaffecté depuis 1989 (malgré une courte reprise d'exploitation entre 1995 et 1998) et la végétation le recouvre.

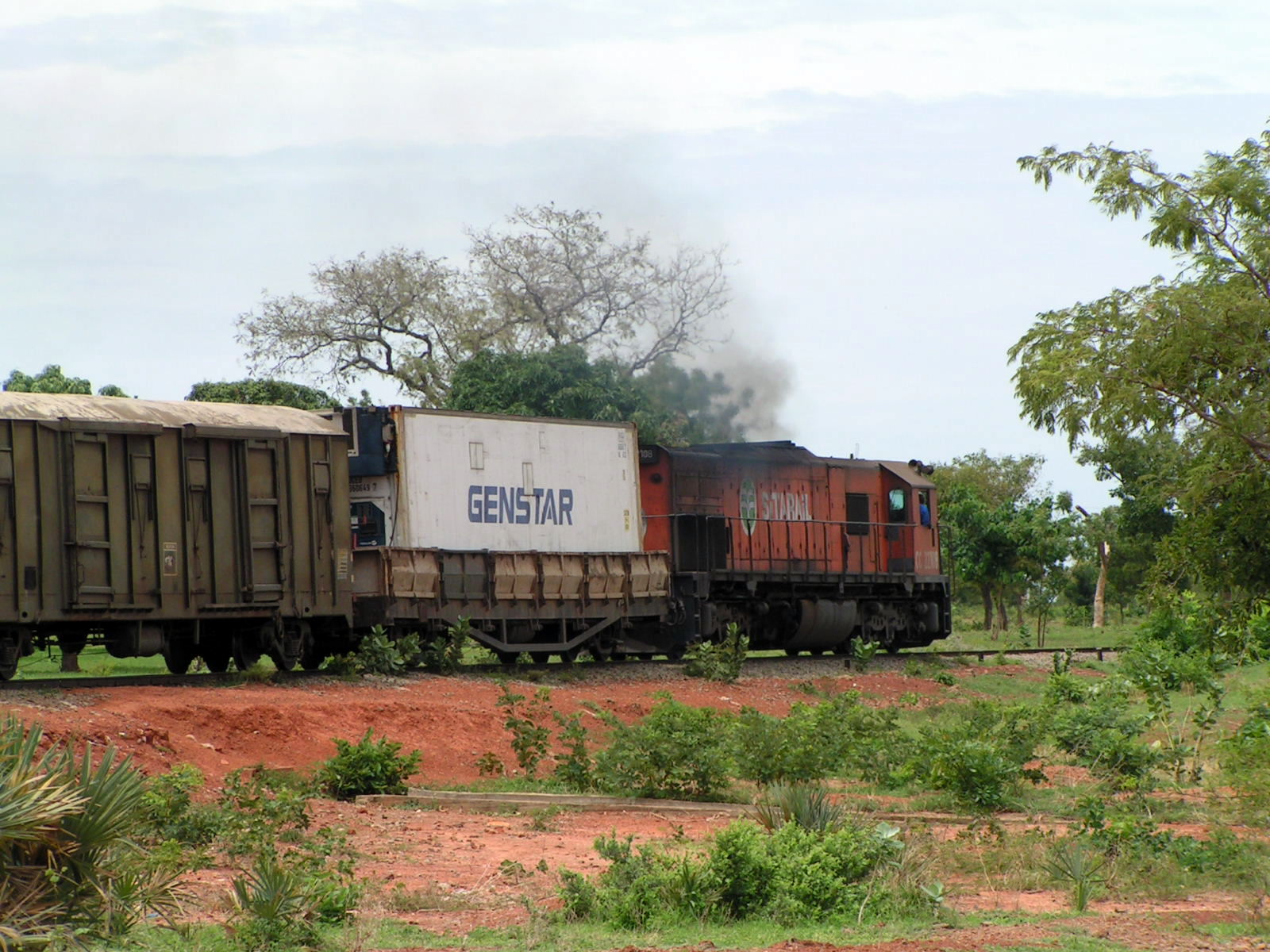
Train en gare de Bobo-Dioulasso en 2006.

Dans les années 1980, la situation se dégrade avec la concurrence de la route et la mauvaise gestion de l'entreprise. Les autorités ivoirienne et burkinabè, qui subissent une crise économique sévère, suivent en 1993 les recommandations du Fonds monétaire international et de la Banque mondiale pour lancer, à travers un appel d'offres, la privatisation de la RAN. L'État burkinabè concède en septembre 1995 l'exploitation de la ligne à la société Sitarail (Société internationale de transport africain par le rail) – basée à Abidjan en Côte d'Ivoire – qui est alors une filiale à 67 % des groupes Bolloré (33 %), Maersk (18 %) – multinationales très présentes en Afrique de l'Ouest dans la gestion des infrastructures de transports et du commerce –, et de la bourse d'Abidjan (16 %), les États ivoirien et burkinabè possédant 15 % chacun et les salariés locaux 3 %,. Dès lors le trafic marchandises connait une croissance majeure, au détriment du trafic passagers (qui ne représente plus que 20 % du chiffre d'affaires à la fin des années 2000), aboutissant à la fermeture de nombreuses gares devenues non rentables pour l'entreprise.
En 2017, Sitarail entreprend de rénover et de poursuivre la voie au-delà de Kaya vers Tambao pour l'exportation du manganèse. L'objectif est de pouvoir transporter, en 2023, un million de tonnes de marchandises et 300 000 voyageurs par an. L'année suivante la concession est renouvelée moyennant 400 millions d'euros d'investissements dans le matériel roulant, les gares et les voies.
En 2019, un projet de nouvelle voie ferroviaire, mené par un consortium international (et mettant en compétition des entreprises chinoises, russes et européennes pour la réalisation), est à l'étude entre Ouagadougou (passant théoriquement par Kombissiri, Manga, Béguédo, Garango, Tenkodogo, Bagré, Zabré et Pô) et le Ghana vers Accra afin de créer pour les marchandises un débouché alternatif au port d'Abidjan dans le golfe de Guinée.

## Réseau ferré

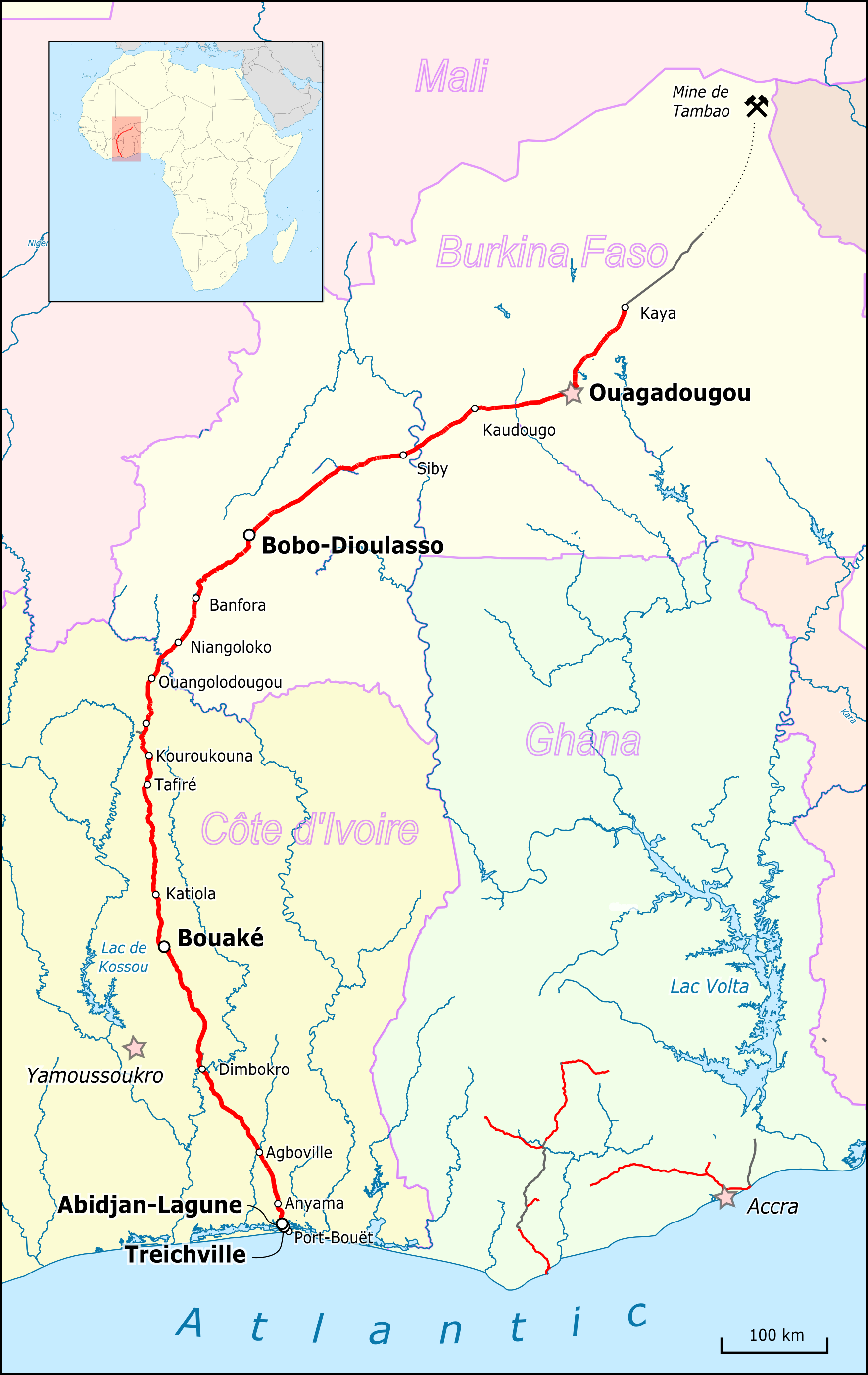
Plan de la ligne exploitée en Côte d'Ivoire et au Burkina Faso par Sitarail.

Ouverte sur sa totalité en 1954, la ligne d'Abidjan à Ouagadougou fait un total de 1 254 km sur une voie unique (d'un écartement de 1 000 mm dite « voie métrique ») et constitue l'une des plus longues d'Afrique de l'Ouest.
Au Burkina Faso, 520 km sont en exploitation sur son seul territoire (entre les villes de Yendéré à la frontière ivoirienne et Ouagadougou), auxquels s'ajoutent une centaine de kilomètres entre Ouagadougou et Kaya (sur un tronçon desaffecté depuis 1998). Cette extension préfigurait la ligne du Sahel qui devait se poursuivre jusqu'à la mine de manganèse de Tambao dans le nord-est du pays, puis rejoindre Niamey au Niger et à terme redescendre vers le Bénin et son port de Cotonou pour former une boucle dans les pays de l'Afrique francophone,.
Depuis la fin des années 1998, de nombreuses gares dans les petites localités ont été fermées au trafic passager, pour ne desservir désormais que les grands centres urbains que sont Banfora, Bobo-Dioulasso, Koudougou et Ouagadougou. L'abandon des dessertes rurales met à mal les économies locales des villages qui autrefois bénéficiaient des voyageurs et du petit commerce des productions vivrières des petits agriculteurs et contribue dès lors à l'aggravation de l'enclavement de certaines provinces rurales du pays.

## Matériel roulant
Le matériel roulant est essentiellement constitué de locomotives diesel datant des années 1960 et 1970.

## Opérateurs
Sitarail, filiale du groupe Bolloré, est le seul opérateur de la ligne depuis 1995. Il assure des trains de voyageurs trois fois par semaine entre Bobo-Dioulasso et Ouagadougou (et retour) mais developpe surtout un important trafic de fret ferroviaire sur l'ensemble de la ligne avec une quarantaine de trains hebdomadaires convoyant d'importantes quantités de marchandises entre la côte ivoirienne et l'intérieur du Burkina Faso : clinker, ciment, céréales, conteneurs, et hydrocarbures depuis la Côte d'Ivoire ; manganèse, animaux vivants, coton, noix de karité, sésame, légumes et fruits pour l'exportation,.